# إيطاليا توريتا

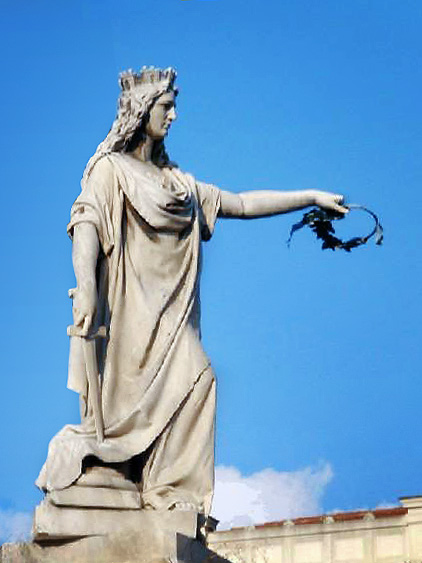
تمثال إيطاليا توريتا ريدجو كالابريا.

إيطاليا توريتا (pronounced ‎[iˈtaːlja turˈriːta]‏) هي التجسيد الوطني أو تمثيل إيطاليا، تتميز بتاج جداري (وبالتالي turrita أو «بأبراج» بالإيطالية) نموذجية من الإيطالي المدنية علم شعارات النبالة من بلدية قروسطية المنشأ. في الأعضاء نطاق أوسع، التاج يرمز تاريخها معظمها في المناطق الحضرية. وكثيراً ما يحمل في يديها مجموعة من آذان الذرة (رمزا للخصوبة والإشارة إلى اقتصاد زراعي)؛ خلال تاريخ الفاشية الإيطالية، وقد حملت فاسيز.

## فهرست
- Giovanni Lista, La Stella d'Italia, Edizioni Mudima, Milan, 2011.